# 黑雷斯佛朗明哥藝術節
赫雷斯佛朗明哥藝術節（Festival de Jerez），是在西班牙安達魯西亞大區加的斯省的第一大城赫雷斯-德拉弗龍特拉舉辦的一個佛朗明哥藝術節，通常在每年二月底到三月初的兩個星期中舉行。該藝術節會邀請西班牙各地的佛朗明哥藝術家，每天晚上在不同場地演出數個舞蹈、吉他、或歌唱表演，白天也有這些藝術家開設的相關課程。
在藝術節進行期間，當地報紙《赫雷斯日報》（Diario de Jerez）有專欄報導每日表演及藝術家訪談。
在2000年時，開始有舞蹈之外的歌唱跟吉他表演節目。在2006年，活動的漲價跟取消學生證購票優惠，引來了一些參與者的批評。

## 課程
二月底到三月初的藝術節，會在前一年的七月公布課表，在9月1日開始報名。課程學費分為：入門班跟初級班 300 歐元，可以在七天中上六次兩小時的課。或是中級班跟專業班 340 歐元，可以在七天中上六次兩個半小時的課。
若參加白天課程，學費中還包含了晚上劇院表演的門票。但也可以不參加課程，另外買門票，便可以自己選位子。